# نمر مرقس
ولد في 15 شباط العام 1930، في قرية كفر ياسيف في الجليل، التي عاش فيها طوال حياته، وتلقى تعليمه المدرسي في مراحلها المختلفة، وتنقل في ظروف الاستعمار البريطاني بين عدة قرى منها قريته كفر ياسيف، ومنذ سنوات شبابه الأولى انخرط في النضال ضد الاستعمار البريطاني في مواجهة المؤامرة التي كانت تحاك على فلسطين، وعاش النكبة بكل مآسيها، مناضلا داعيا أبناء شعبه للتشبث ومقاومة موجات الترحيل والتهجير القسري. تميز نمر مرقس بروحه الإنسانية، وهذا انعكس في تربية بناته وافراد اسرته هو والمناضلة شريكة حياته نبيهة مرقس. وكان من أنصار النظرية والماركسية الثورية الواقعية. وهو والد الفنانة الملتزمة أمل مرقس.

## حياته
بعد النكبة، واصل نمر مرقس، النضال ضد الحكم العسكري، وكان مربيا على الروح الوطنية من خلال مهنة التعليم التي زاولها منذ ما قبل النكبة حيث ربى أَجيالا وأَبرزهم الشاعر محمود درويش وبعدها، انخرط في صفوف الحزب الشيوعي في العام 1953، وكان هذا مقدمة ليدفع ثمنا، بفصله من جهاز التعليم في العام 1958، بسبب انتمائه الحزبي والسياسي ومواقفه الوطنية، خاصة وأنه بادر إلى تأسيس كتلة المعلمين الديمقراطيين، لتبدأ موجة جديدة من الملاحقات السياسية. بقي نمر مرقس على مدى سنوات حياته ونضاله، بقضايا العمال والناس الفقراء والدفاع عن حقوقهم، وليس صدفة أنه لُقب بأبو الفقراء، وتشعبت مجالاته في النشاط النضالي، إذ كان من مؤسسي لجنة متابعة قضايا التعليم، وكان كاتبًا ومحللًا سياسيًا، كتب الكثير من المقالات السياسية والفكرية في صحيفة الاتحاد الحيفاوية، وفي صحف الحزب، وتولى تحرير مجلة «الغد» الصادرة عن الشبيبة الشيوعية على مدى 15 عاما. نمر مرقس ورفاقه اُبعِدوا عن جهاز التّربية والتّعليم، كي ينجح العملاء في تمرير مخطّطات السّلطة الإسرائيلية. كانت المدارس الابتدائيّة تُشلُ شهراً كاملاً قبل «عيد الاستقلال الإسرائيلي»  للتّحضير لهذه المناسبة. لكن رغم كل ذلك لم تنجح السّلطة الإسرائيلية وأعوانها في تمرير المؤامرة، فقام معلّمون في مدارسنا، وخاصّة الثّانويّة، بتدريس اللغة العربيّة والتّاريخ دون كتب، وبعد فترة استخدموا طريقة النّسخ على أوراق الشّمع«الستانسل»، وتوزيعها على الطّلّاب، وبقيت الّلغة سلاحا في وجه التّهويد. شكل نمر مرقس حالة استثنائية في العمل البلدي الأهلي خلال فترة رئاسته مجلس كفر ياسيف المحلي، فلم يألو جهدًا في تكريس وتجسيد قيم التصالح والتسامح واحترام الآخر، ولم يترك أي ضبابية حول موقفه من القضايا السياسية والاجتماعية والوحدوية ومن مسائل الحريات والعدالة والديمقراطية، منحازًا حتى آخر رمق في حياته لهذه القضايا والقيم الثورية.

## دراسته
تلقى تعليمه الأكاديمي مع مجموعة من رفاقه في جامعة موسكو في الإتحاد السوفياتي حينها، بعد انخراطه في العمل السياسي في صفوف الحزب الشيوعي. ومنذ صغره وشبابه المبكر، شّد نمر مرقس الانتباه لدى أبناء جيله، بوعيه ونباهته وثقافته، وعشقه للمعرفة، ورغبته المتنامية في التغيير، وسخطه على التخلف، الذي يطبع ويسم حياة مجتمعاتنا العربية التقليدية، وتمرده على واقع القهر والبؤس المحزن الذي يعيشه الناس المسحوقين والمضطهدين والمحرومين والمعذبين.

## إصدارات
- أقوى من النسيان (2000)[4]

## وفاته
رحل نمر مرقس عن عالمنا في تاريخ 29 كانون الثاني من عام 2013 تاركا وراءه سيرة نضالية وإرثًا وطنيًا ومدرسة وطنية. رحل تاركًا زوجته المناضلة نبيهة مرقس وبناته ال 6 من بينهن الفنانة الملتزمة أمل مرقس وأحفاد وحزبه الشيوعي.